# カナダドライ
カナダドライ (Canada Dry) は、ドクターペッパー・スナップル・グループが保有しているソフトドリンクのブランド。ジンジャーエールのブランドとしてよく知られており、その歴史は110年以上に及ぶ。またジンジャーエール以外にも、さまざまなソフトドリンクやミキサー（カクテルの割り材）を販売している。その名の通りカナダに起源を持つブランドであるが世界的に展開しており、2008年以来のブランド保有者であるドクターペッパー・スナップル・グループは米国テキサス州に本社を置く企業である。日本では1957年に販売が開始され、1990年以後は日本コカ・コーラが販売権を取得している。
ブランド名の「ドライ」は、「甘くない」という意味である（「ドライワイン」と同様）。1904年、ジョン・J・マクローリンが "Canada Dry Pale Ginger Ale" を生み出したとき、その新しい飲料は他のジンジャーエールよりずっと甘みの少ないものであった。そこでマクローリンは「ドライ」と命名したのである。

## 歴史

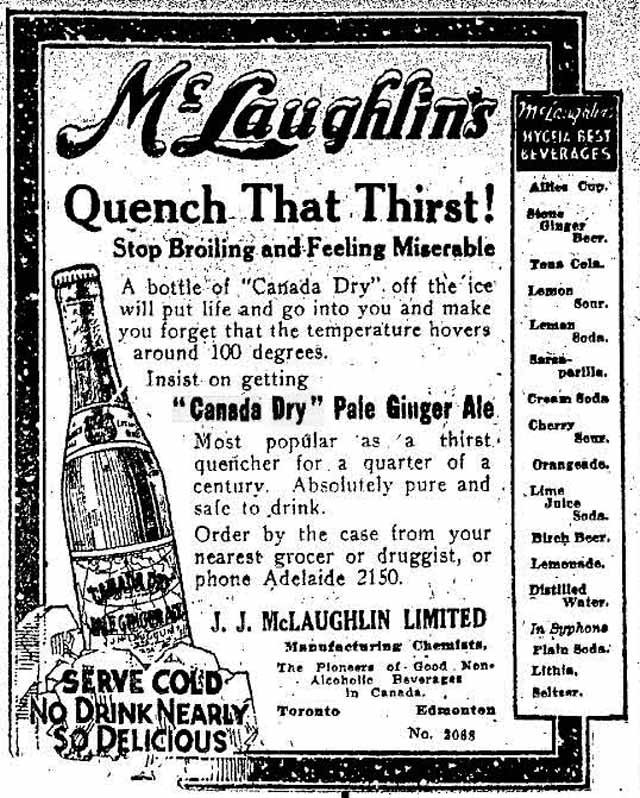
1916年 Toronto Star 紙掲載の広告

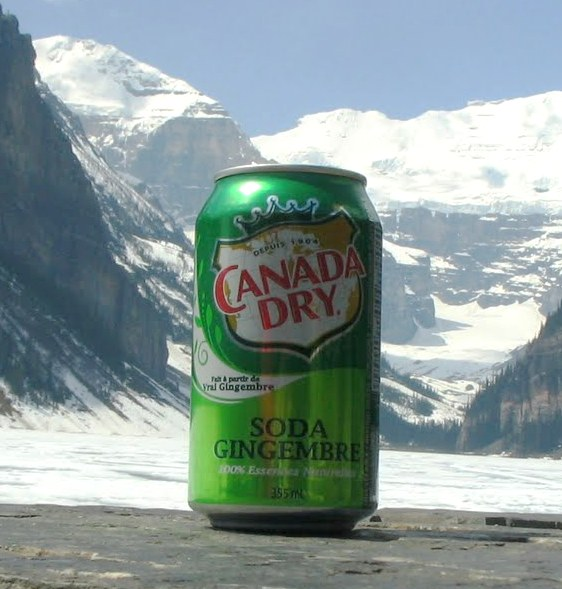
カナダドライの缶（カナダ）

「カナダドライ」は、カナダ・オンタリオ州エニスキレン (Enniskillen, Ontario (Hamlet)) 出身の薬剤師・化学者ジョン・J・マクローリン（John J. McLaughlin、1865年 – 1914年）によって生み出された。なお、ジョン・J・マクローリンは、マクローリン自動車（のちにゼネラルモーターズ傘下に入り、ゼネラルモーターズ・カナダになる自動車メーカー）の創業者であるロバート・マクローリン（Robert McLaughlin）の長男である。
マクローリンは、ニューヨーク・ブルックリンのソーダ工場で働いた経験を持ち、1890年にトロントで炭酸水の工場を設立した。
1904年、マクローリンは "Canada Dry Pale Ginger Ale" を生み出した。3年後、この飲料はカナダ総督官邸の御用飲料となり、それまでカナダの地図上にビーバーを描いたラベルは、現在のクラウンとシールドに置き換えられた。
1914年、マクローリンが没すると、同社は兄弟のサミュエル・マクローリン（Samuel McLaughlin、ゼネラルモーターズ社長）が経営を引き継いだ。1919年、「カナダドライ」のニューヨークへの出荷が開始されて人気を博し、1921年にはマンハッタンに米国で初の工場を開設するに至った。1923年、P.D. Saylor and Associates はマクローリン家から事業を買収し、カナダドライ・ジンジャーエール社（Canada Dry Ginger Ale、Inc.）を設立・上場した。
禁酒法時代には、ミキサーとしてカナダドライの人気が高まった。自家製の酒の味をカバーする助けとなったのである。1930年代には、カナダドライは世界に拡大した。1936年にはペルーで最初のライセンス生産が行われ、その後2年で14か国に工場が作られた。1950年代以降、同社はより多くの商品を生み出した。シュガーレス飲料や、ソフトドリンクを缶で販売することを、大手企業としては初期に手掛けた。
1964年、ノートン・サイモンはこの会社に関心を持ち、サイモンの持ち物であったほかの会社、マッコール社 (McCall Corporation) やハンツ社 (Hunt's) などとともにカナダドライも束ねる持株会社ノートン・サイモン社（Norton Simon Inc.）を設立した。1982年、ドクターペッパー社はノートン・サイモン社からカナダドライ・ブランドを買収した。1984年、ドクターペッパー社は Forstmann Little 社 に買収され、その買収債務を返済するためにカナダドライ・ブランドはデルモンテ社（当時はR.J.レイノルズ・タバコ・カンパニー(RJR) 傘下）に売却された。1986年、RJRナビスコ（1985年にRJRとナビスコが合併して設立） は、ソフトドリンク事業をキャドバリー・シュウェップス社（Cadbury Schweppes）に売却した。2008年、キャドバリー・シュウェップス社から飲料部門の持株会社が分割され、ドクターペッパー・スナップル・グループが設立されると、カナダドライ・ブランドも同社が所有することとなった。グループのカナダ法人（旧称 Cadbury Beverages Canada Inc.）は、名称をカナダドライ・モッツ (Canada Dry Motts) に改めた。

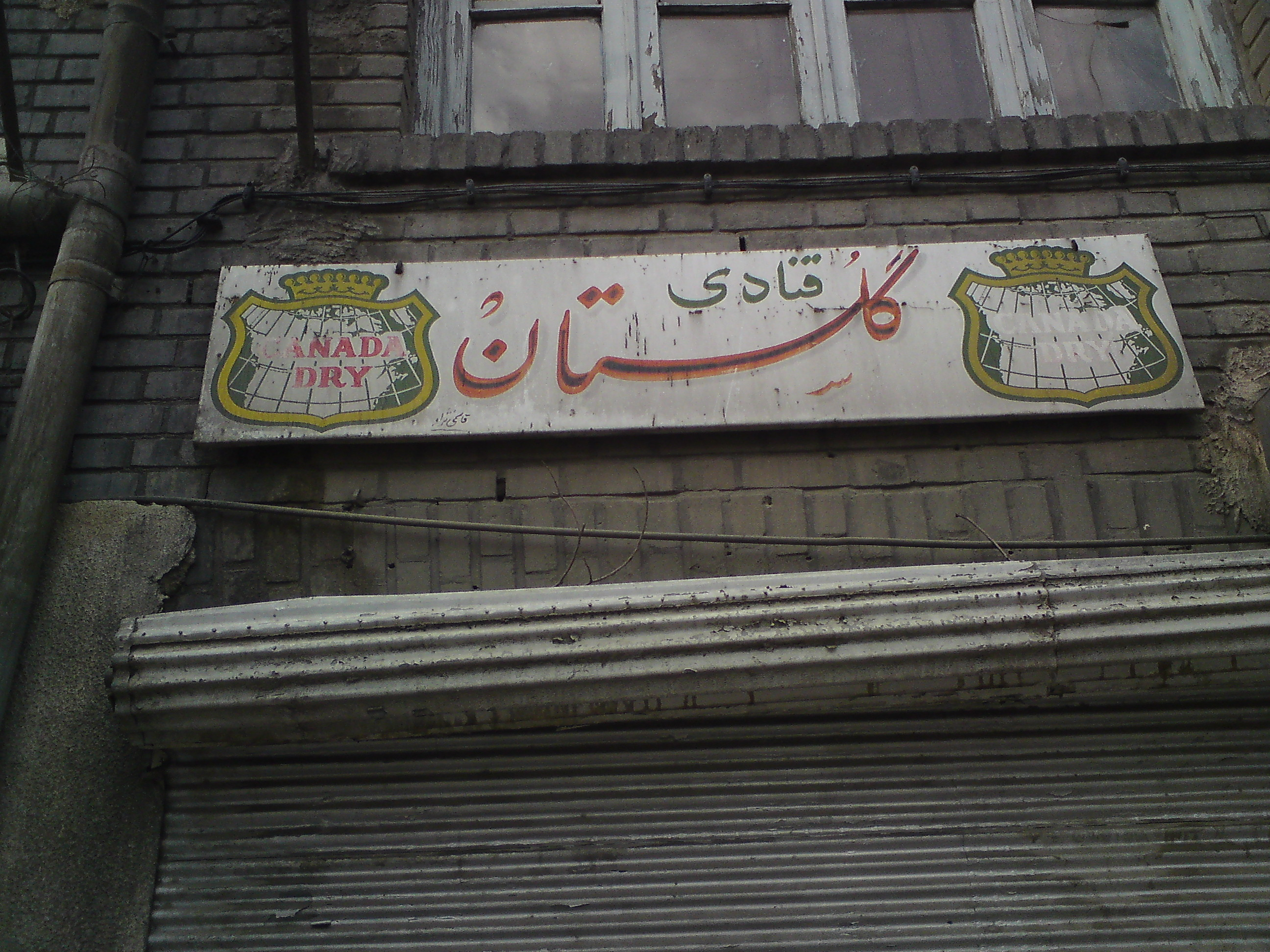
イランの閉店した菓子店。屋号と並んでカナダドライのロゴが掲げられている。

## 日本における展開

### 歴史

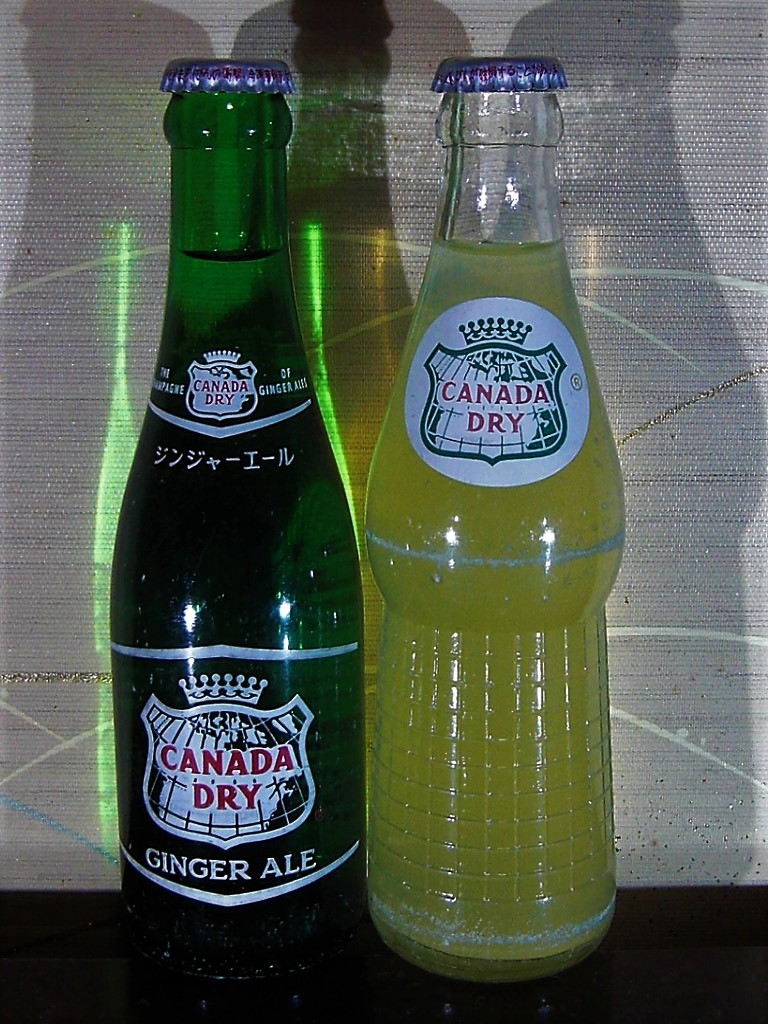
左：ジンジャーエール
右：果実飲料
いずれも国際飲料当時の瓶

日本では当初、1957年2月に日本麦酒（現サッポロビール）と米国のカナダドライが提携して国際飲料を設立。駐留軍向けのボトリングを代行していた縁でサッポロビール川口工場で製造された製品が少量市販されていただけであった。1966年5月には、商号をカナダドライ飲料に変更。かつては看板商品であるジンジャーエールの他にも多種にわたる製品を販売していた。レモン香料を使用したハイ・スポットソーダ、コップ状のガラス容器に入ったオレンジ・グレープ・パイナップル・アップル・レモン等の果肉クラッシュタイプの飲料が販売され、飲食店用の各種サワー類も扱っていた。最新技術の開発・導入に積極的で、環境対策から果汁飲料へのコンポジット缶(紙製の缶)の採用、アルミパウチパックやガラス壜へのコーヒー飲料の無菌充填導入、輸入PET缶の使用など先進的な容器を多く取り入れていた。
1990年に日本コカ・コーラが日本国内での販売権利を獲得し、それ以降はジンジャーエールとその派生商品、クラブソーダ、トニックウォーターのブランドに特化した。果汁飲料やコーヒー飲料などは、一部の飲料事業を継続したボトラーでパッケージを若干変更し引き続き販売された。
ジンジャーエールとしては甘みが強く、ビールのような風味がする。
2007年8月にはパッケージ・フォーミュラともにリニューアル、甘味が抑えられ、苦味が強くなった。
2008年9月、「ジンジャーエール ゼロ」の発売を発表。カナダドライもカロリーゼロ市場へ参入する形となる。
2013年4月、「ジンジャーエール ゼロ」のカロリーゼロ路線を継承し、新たに難消化性デキストリンを8000mg配合した「ジンジャーエール FIBER（ファイバー）8000」の発売を発表。これに伴い「ジンジャーエール ゼロ」は販売終了となった。
2013年10月、コカ・コーラ、およびカナダドライ史上にして、世界初となるホット炭酸飲料の「ホットジンジャーエール」を発売。ジンジャーエキスのほか、アップルフレーバーそしてシナモンフレーバーがブレンドされている。
2014年6月、既に絶版となった「ジンジャーエール ゼロ」のカロリーゼロ路線を継承した期間限定商品として「ジンジャーエール スパイシーゼロ」を発売。

### かつてカナダドライ製品を販売していた企業
国際飲料　
関東におけるカナダドライの清涼飲料販売会社。1957年2月に日本麦酒と米国のカナダドライが提携して設立。1966年5月、商号をカナダドライ飲料に変更。カナダドライとの提携を解消した後は東京リボン飲料→サッポロビール飲料→サッポロ飲料と商号を変更し、2013年にポッカコーポレーションなどと合併してポッカサッポロフード&ビバレッジとなり現在に至る。
北海道飲料
北海道コカ・コーラボトリングの子会社。販売権が親会社に移管された後も製造を担当していた。
カナダドライ東日本ボトリング
山形市に本社があり、東北地方を拠点としていた。
アオバフーズ　
仙台コカ・コーラボトリングの子会社。
利根ソフトドリンク　
カップベンダー用シロップのみの取り扱い。当社の五霞工場は当初カナダドライ製品の製造を主目的の一つにしていたが、コカ・コーラへの販売権の移行で立ち消えになった。
北関東食販　
利根コカ・コーラボトリングの関連会社。営業地域は埼玉県や栃木県にもまたがっていた。
カナダドライ関東ボトリング　
川鉄商事（現JFE商事）等が出資、千葉県と茨城県をテリトリーとしていた。その後JTの子会社のジェイティエースターを経て、現在はサントリー食品インターナショナル子会社のエースターに社名変更し、自販機オペレーション業務を中心としている。
カナダドライ・ユニ　
関東電化工業の子会社で北関東を販売区域としたが、二年で事業の継続が困難となり多額の赤字を出し撤退。
三国フーズ　
三国コカ・コーラボトリングの子会社。新潟県のみの販売。
東京カナダドライ　
サッポロ撤退後、伊勢丹と森永乳業の合弁会社として発足。後に東京コカ・コーラボトリングの関連会社であるトレッカに事業が譲渡されたが、都内の伊勢丹店舗内にカナダドライ自販機が常設されるなど友好関係は継続した。後にドクターペッパーの販売も担当。1991年に全株式がカルピスに売却され東京カルピスビバレッジに社名変更。
白亜カナダドライ
山下太郎 (山下汽船)の外航海運会社であるオリエンタルラインの系列会社として発足。倒産後、水産会社極洋の下で再建され極洋カナダドライに社名を変更した。さらに極洋撤退後はチェリオに買収されユナイテッド飲料関東カナダドライ部門となり、後に日本セヴンアップ飲料と合併しチェリオビバレッジ東京となる。
富士ビバレッジ　
富士コカ・コーラボトリングの子会社。チェリオが販売権を返上した関係でフランチャイズ権を得る。
信州パスコボトリング　
三菱商事等が出資していたパッカー。長野県が販売エリア。
カナダドライ中部日本ボトリング　
東レの関連会社。生産は中部ペプシコーラボトリング（現チェリオ中部）に委託。現在はイースタンビバを経て東海ペプシコーラ販売に社名を変更。
カナダドライ北陸ボトリング　
東レの関連会社。カナダドライ中部日本ボトリングと合併しイースタンビバに社名変更。
クラレ飲料　
クラレの子会社。関西地方をテリトリーとした。後に撤退。
ケーシービーフーズサービス　
近畿コカ・コーラボトリングの子会社。
瀬戸内海食品　
カバヤ食品及びオハヨー乳業の関連会社。
チチヤス乳業カナダドライ事業部　
チチヤス乳業の一部門。
石鎚興産　
四国コカ・コーラボトリングの子会社。クラレから四国内の販売権と固定資産を引き継ぐ。
キャピタルフーズ　
北九州コカ・コーラボトリングの子会社。
興南物産　
南九州コカ・コーラボトリングの子会社。
ベストソーダ
沖縄県内でベストソーダを販売していた業者。80年代初頭に倒産。　
沖縄カナダドライ　
沖縄コカ・コーラボトリング他地元資本の出資で設立。現在は琉仁カスタマーサービスに社名を変更している。かつては伊藤園と協力関係にあり、セイロンレモンティー等の沖縄オリジナル製品を開発した。また沖縄コカ・コーラボトリングのルートを通じ伊藤園ウーロン茶のPETボトル製品を販売していた。
この他に、みちのくコカ・コーラボトリングは日本コカ・コーラが販売権を得る前から子会社等を通すことなく、直接カナダドライのフランチャイズとなっていた。

### 日本コカ・コーラの販売製品ラインナップ(2024年7月現在)
- 基幹製品（炭酸飲料）
  - ジンジャーエール
  - トニックウォーター
- 炭酸水

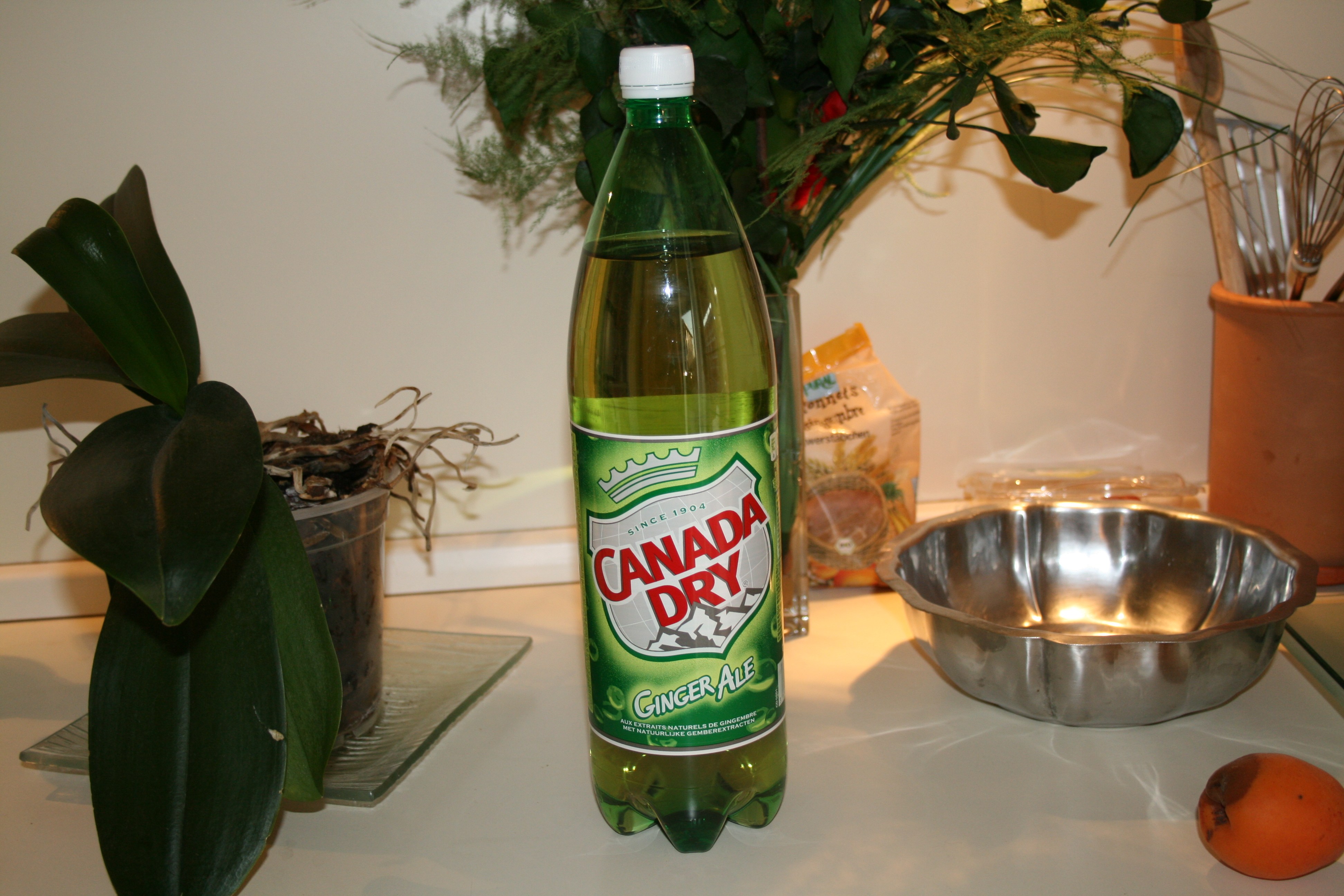
海外のカナダドライのボトル外観

  - クリアスパークリング（160ml缶、沖縄のみ）
  - クラブソーダ（炭酸水、リターナブル瓶）
  - ザ・タンサン・ストロング（2018年～・ラベルレスのケース販売のみ継続）
  - ザ・タンサン・レモン（2018年～・ケース販売のみ継続）
  - アイシー・スパーク（2021年～）
  - アイシー・スパーク レモン（2021年～）

- 販売先限定製品
  - ジンジャーフィズ グレープフルーツ（2024年・イオングループ限定）
  - ダイエットジンジャーエール（2015年～・コストコ限定）

- 過去に販売されていた製品
  - ジンジャーエール ペリーラ（1994年）※350mlびん
  - ジンジャーエール プラス ※機能性表示食品
  - カシスジンジャーエール（2002年/2011年）
  - オレンジフィズ ジンジャーエール（2003年）
  - ライムジンジャーエール（2003年）
  - クラシックジンジャーエール（2004年）
  - ジンジャーエールライト（2005年）
  - ブラックカラント ジンジャーエール（2007年）
  - ジンジャーエール エクストラ（2008年）
  - ジンジャーエール サマークーラー（2009年）
  - ジンジャーエール スパイシーブラック（2009年）
  - ジンジャーエール ゼロ（2008年/2009年）
  - スパイシージンジャーエール（2011年）※207mlリターナブルびん
  - FIBER8000（2013年）※0kcal
  - ホットジンジャーエール（2013年冬季限定）※180ml缶
  - ジンジャーエール スパイシーゼロ（2010年/2014年）
  - ジンジャーエール リッチブラウン（2015年）
  - ゆずジンジャーエール（2017年）
  - スパークリングフルーツ カベルネ・ソーヴィニヨン（2004年）
  - スパークリングフルーツ イタリアンライム・フィズ（2005年）
  - スパークリングフルーツ カシスロワイヤル・フィズ（2005年）
  - スパークリングフルーツ ピーチ・フィズ（2006年）
  - スパークリングフルーツ ラズベリー・フィズ（2006年）
  - スパークリング ドライレモン（2006年）
  - パイナップル･フィズ（2006年・ローソン/ファミリーマート/サークルKサンクス限定）
  - ペアーフィズ（2007年）
  - クリアアップルソーダ（2007年・ファミリーマート限定）
  - クリアマスカットソーダ（2008年/2009年・ファミリーマート限定）
  - メローペアー（2009年）
  - スパークリング バレンシアオレンジ（2010年・ファミリーマート限定）
  - スパークリング ピーチ（2011年/2013年/2014年～・ファミリーマート限定）
  - スパークリング マスカット（2015年～・ファミリーマート限定）
  - チルタイムクーラー サクラミスト（2008年3月）※250mlびん
  - チルタイムクーラー イビザブリーズ（2008年）※250mlびん
  - サクラミスト（2009年）
  - サイダー（2011年）
  - ザ・タンサン・アップルミント（2018年）
  - ザ・タンサン・ライム（2018年）

### テレビCM（日本国内）
1980年代後半から1990年代前半にかけて、テレビコマーシャルが放送された後、しばらくCMは放送されていなかったが、発売元がコカ・コーラに変更になり、ふたたびCMが放送されるようになった。

#### CMソング
- 椎名純平 with 篠原涼子「Time of GOLD」
- クインシー・ジョーンズ「愛のコリーダ」
- 中村あゆみ「ともだち」「メインストリート」
- 稲垣潤一「思い出のビーチクラブ」
- 杏里「最後のサーフホリデイ」
- 伊豆田洋之「LAST SEASON」

#### CM出演者
- 現在
  - 竹内涼真 - ザ・タンサンシリーズ
- 過去
  - 中村あゆみ - ジンジャーエール
  - 篠原涼子 - ジンジャーエール
  - 山田優 - ジンジャーエール